# Skweee
Skweee är en musikstil med ursprung i Sverige och Finland. Skweee kombinerar enkla synthslingor och basgångar med funk, r'n'b eller soul-liknande rytmer, vilket ger en naken funkig ljudbild. Låtarna är nästan alltid helt instrumentella, men undantag finns. Namnet skweee myntades av Daniel Savio, en av pionjärerna för denna stil. Namnet syftar på användandet av gamla synthesizers vid produktionen, där  målet är att "squeeze out" (engelska för "klämma ut") de mest intressanta ljud som går. 
De nuvarande producenterna av skweee är både nykomlingar och erfarna producenter från främst den skandinaviska electro- och electronicamiljön.
logg helt ägnad skweee, och sociala medier som MySpace och Nation of Skweee har spelat en stor roll i spridningen av skweee.
De ledande skivbolagen inom skweee är det svenska Flogsta Danshall och det finska Harmönia. Norska dødpop, amerikanska Titched, amerikanska Poisonous Gases, spanska Lo Fi Funk, finska Mässy, och franska Mazout har kommit senare men blivit viktiga. 7" vinylsingel är det format skweeeentusiasterna oftast föredrar. Tidigare släpptes låtarna enbart i detta format. Numera förekommer även 12" vinylskivor, digitala releaser och CD-samlingar.